# Кашина Траведо (Павија)
Кашина Траведо је насеље у Италији у округу Павија, региону Ломбардија.
Према процени из 2011. у насељу је живело 25 становника. Насеље се налази на надморској висини од 66 м.